# Ii (Klan)

Wappen der Ii
(Hikone tachibana)

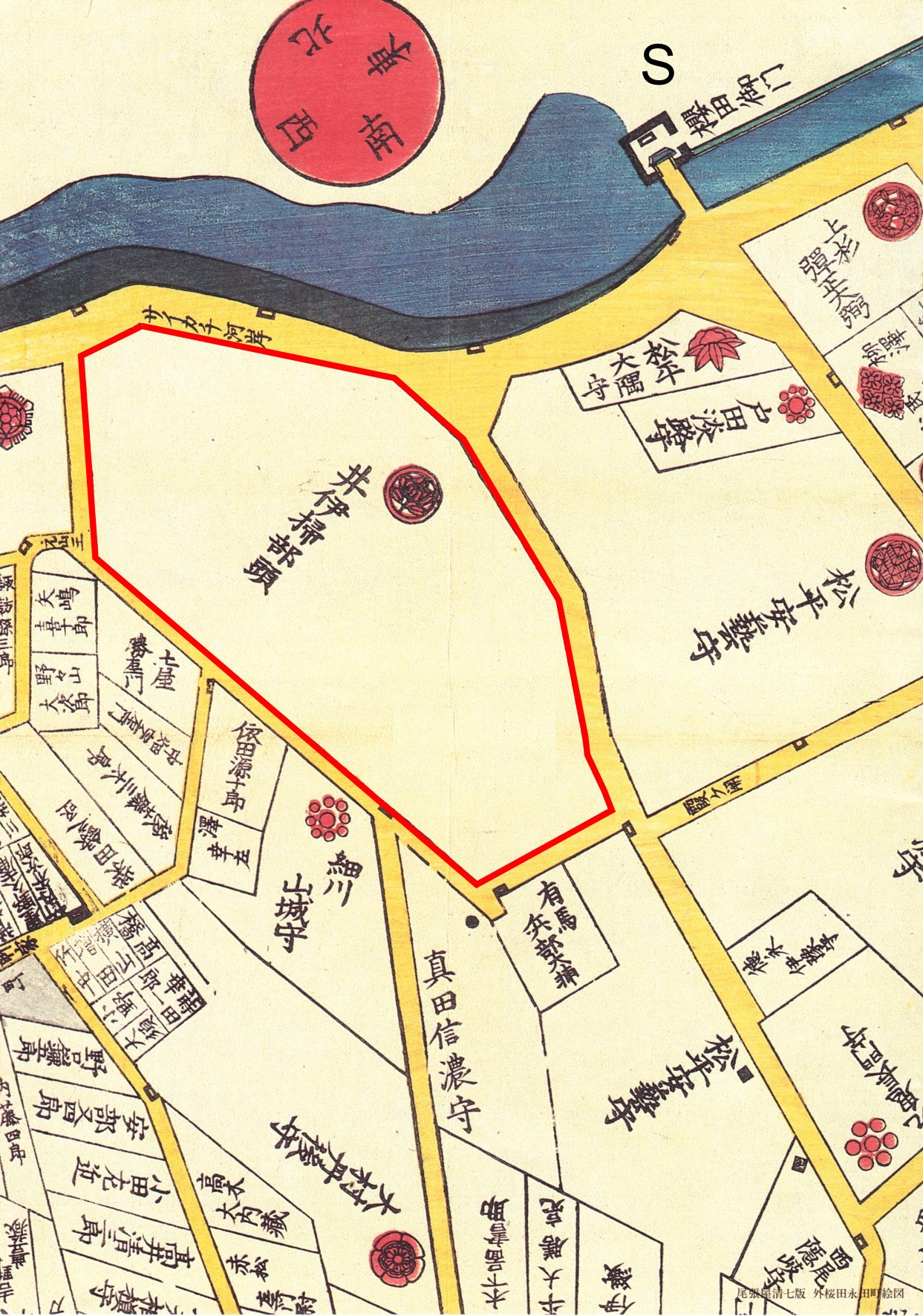
Ii-Residenz am inneren Graben der Burg Edo.
S = Sakurada-Tor.

Die Ii (japanisch 井伊氏, Ii-shi)  waren eine Familie des japanischen Schwertadels (Buke), die sich von Fujiwara no Yoshikado ableitete. Mit einem Einkommen von zeitweilig 340.000 Koku gehörten die in Hikone (Präfektur Shiga) residierenden Ii zu den großen Fudai-Daimyō der Edo-Zeit.

## Genealogie

### Hauptlinie
- Naomasa (1561–1602) diente unter Tokugawa Ieyasu, von dem er die Burg Minowa (Kōzuke) mit einem Einkommen von 12.000 koku erhielt. Nachdem Naomasa sich in der Schlacht von Sekigahara mit dem Sieg über Shimazu Yoshihiro hervorgetan hatte, belehnte Ieyasu ihn mit Sawayama (佐和山) (Ōmi) und einem Einkommen von 180.000 koku. Naomasa bezog die Burg, starb aber bald darauf an den Verletzungen, die er sich in der Schlacht zugezogen hatte.
  - Naokatsu (直勝, 1590–1662), ältester Sohn, siehe unten.
  - Naotaka (直孝, 1590–1659) war der zweite Sohn Naomasas. 1605 schloss er sich dem Shogun Tokugawa Hidetada, der ihm 1610 ein Einkommen von 10.000 koku in der Provinz Kōzuke und den Ehrentitel Kamon no kami[A 1] ihm und seinen Nachkommen gab. Als bei der Belagerung von Ōsaka 1615 sein älterer Bruder Naokatsu sich weigerte, daran teilzunehmen, verlor dieser auf Anordnung Hidetadas sein Lehen an Naotaka. Naotaka beendete den Bau der Burg Hikone, die Naokatsu 1603 begonnen hatte und bezog sie 1623 als Residenz. Sein Einkommen wurde erst auf 290.000 koku, 1633 auf 340.000 erhöht.
  - Einige Generationen später …
  - Naonaka (直中)
  - Naosuke (直弼, 1815–1860) war Naonakas 14. Sohn. Mit der Ausnahme seines ältesten Bruders, der für die Nachfolge bestimmt war, wurden alle anderen von Daimyo-Familien adoptiert. Er selbst blieb in Hikone und wurde dann 1845 Fürst von Hikone, als sein älterer Bruder kinderlos starb. 1858 wurde er vom Shogun Tokugawa Iesada zum Großkanzler (tairō) ernannt. Naosuke unterzeichnete die Ungleichen Verträge mit den USA, Frankreich und England, worauf es zu Unruhen im ganzen Land kam. Naosuke reagierte darauf mit Verhaftungen und Todesurteilen, was als „Ansei-Säuberung“ in die Geschichte eingegangen ist. Die Öffnung weiterer Vertragshäfen, ein Vertrag mit Portugal und andere Umstände im folgenden Jahr förderten die Unruhen weiter. Am 24. März 1860 wurde Naosuke auf dem Wege zum Shoguns-Palast vor dem Sakurada-Tor überfallen und getötet.
  - Naonori (直憲, 1848–1904), Sohn Naosukes, folgte als Chef des Hauses mit einem auf 240.000 koku vermindertem Einkommen bis zur Meiji-Restauration. Danach führte der Chef des Hauses den Titel Graf.

### Nebenzweig
- - Naokatsu war 1602 auf Naomasa gefolgt, bewohnte die Burg von Sawayama, wurde aber verpflichtet, die Burg Hikone zu erbauen. Als er während des Krieges um Osaka auf seiner Burg blieb und nicht an den Kämpfen teilnahm, übertrug Hidetada das große Lehen an seinen Bruder Naotaka, überließ ihm jedoch Annaka (Kōzuke) mit 30.000 koku. Die Familie wurde 1645 nach Nishio (Mikawa), 1658 nach Kakegawa und 1705 nach Yoita (Echigo) mit 20.000 koku versetzt. Nach der Meiji-Restauration führte dieser Zweig den Titel Vizegraf.